# Dia de Morts

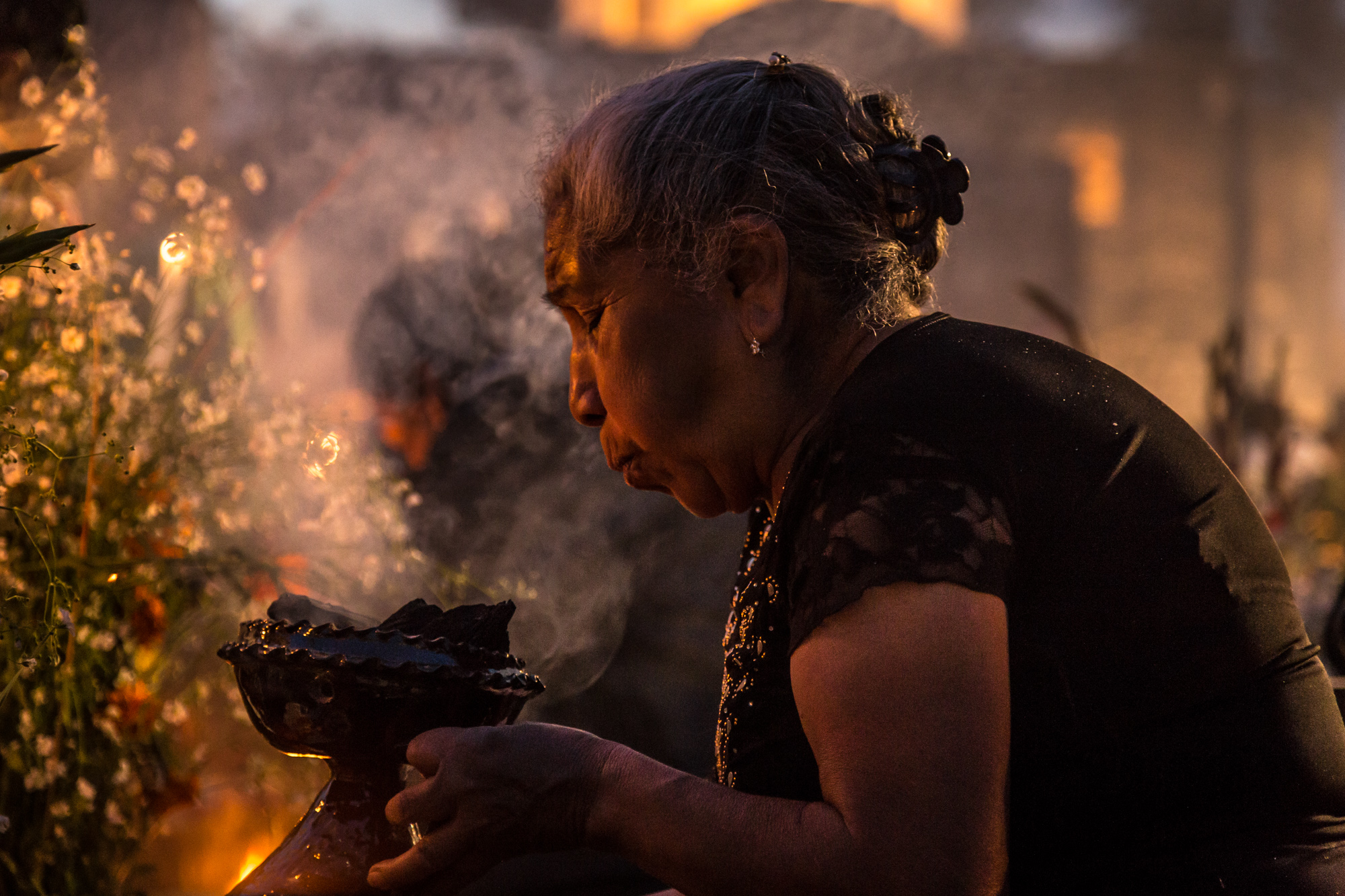
Encens de copal al cementiri durant la vigília "Alumbrada" a San Andrés Mixquic

Dia de Morts (en castellà: Día de Muertos) és una celebració que es fa a Mèxic particularment a les parts centrals i sud del país. La festa se centra en la reunió de la família i els amics per pregar i recordar els amics i la família que ja han mort i donar suport al seu viatge espiritual. L'any 2008 la UNESCO la va considerar com a Patrimoni de la Humanitat.
Abans de la colonització espanyola del segle xvi aquesta festa es feia a principi de l'estiu. Entre els pobles prehispànics era comuna la pràctica de conservar els cranis com a trofeus i mostrar-los durant els rituals que simbolitzaven la mort i el renaixement. Més tard, la festa va ser traslladada a 31 d'octubre, 1 i 2 de novembre per coincidir amb la festivitat cristiana de Tots Sants.
Els portals, balcons i finestres es decoren amb esquelets i calaveres. Els carrers s'omplen de tianguis (nom que tenen els mercats populars) dels morts, on es pot trobar tot tipus d'objectes curiosos.
La calavera és l'element essencial en aquesta festivitat. Prové de les cultures precolombines que tenien la calavera (el crani) com a símbol essencial de la mort (en contrast amb l'esquelet a Europa), i és un element que ha estat representat en murals, còdexs, pedres i ceràmiques.
Les famílies construeixen uns altars amb un gran significat que s'anomenen ofrendas. Així creuen que ajuden als morts a fer un bon camí durant la mort. Els altars consten de set nivells o graons que representen els set nivells pels quals ha de passar l'ànima del mort per poder descansar. Cada graó té un significat específic i ha de contenir uns elements concrets. S'hi fan ofrenes: menjars favorits del difunt, calaveres de sucre, clavells de moro, begudes alcohòliques, joguines... També s'hi posen retrats del difunt, imatges religioses, flors i ciris.
Els avantpassats creien que, quan una persona es moria, la seva ànima anava a viure al Mactlán (un tipus de cel) on es quedaven a viure per sempre, però un dia a l'any baixaven a visitar els seus parents i amics: és el dia de morts.
Segons els especialistes, l'origen d'aquesta festa es remunta als festivals asteques dedicats a la deessa Mictecacihuatl.
Hi participa tothom: rics i pobres, nens i grans, particulars i estaments oficials.
- De les calaveres es diu que els seus antecedents simbòlics es troben en les imatges i els rostres descarnats i les figures cadavèriques d'algunes deïtats asteques com Mictlantecuhtli, el senyor de les profunditats de la terra on habiten els morts, la seva dona, la vella mare de tots, i Miquiztli, el déu de la mort.
- Les calaveres literàries són uns quartets octosil·làbics rimats a través dels quals es mofen de la vida a través de la mort.
- Les calaveres de sucre, que poden ser fetes també de xocolata, amarant, entre les quals la gent busca el seu propi nom, per menjar-se’l després.
- El pa de mort són uns petits panets dolços amb diferents formes: rodons, cranis, ossos...
- La mort és una presència constant en la vida quotidiana dels mexicans.

## Altars

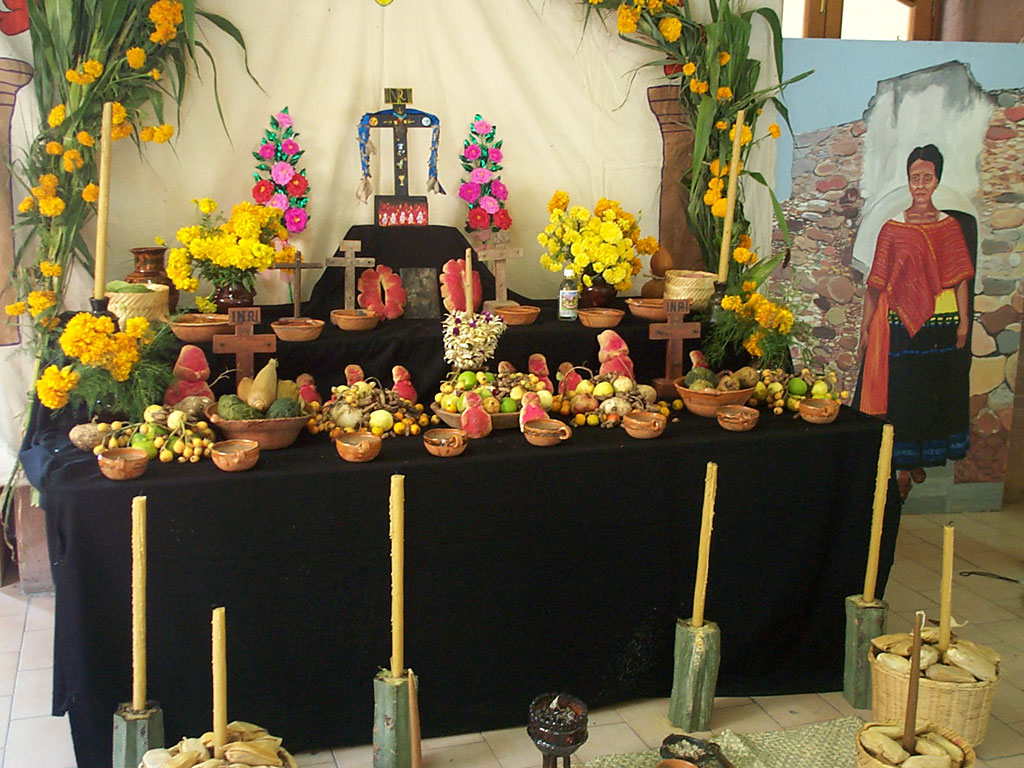
Altar catòlic als morts
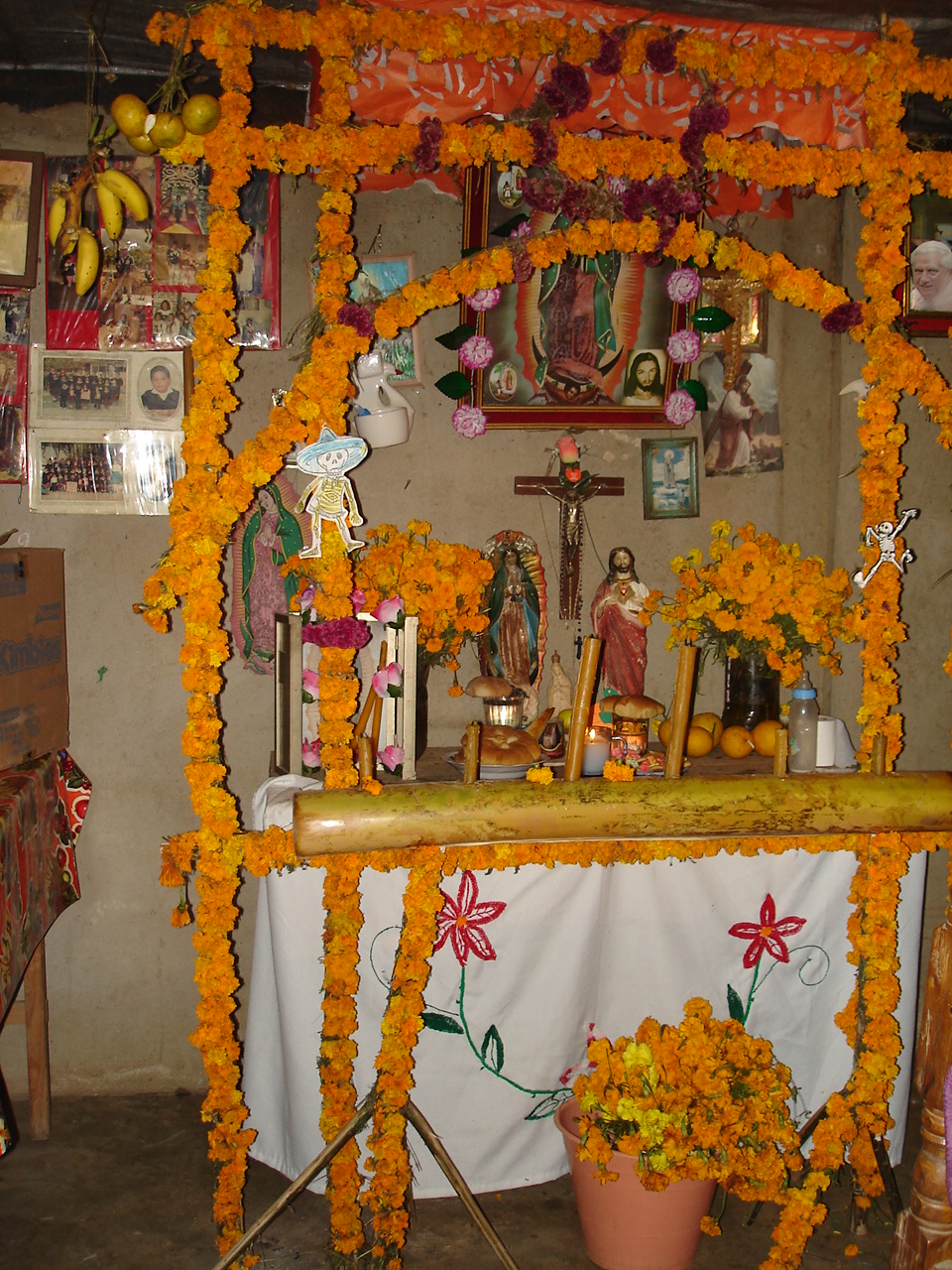
Altar tradicional Xantolo a Hidalgo
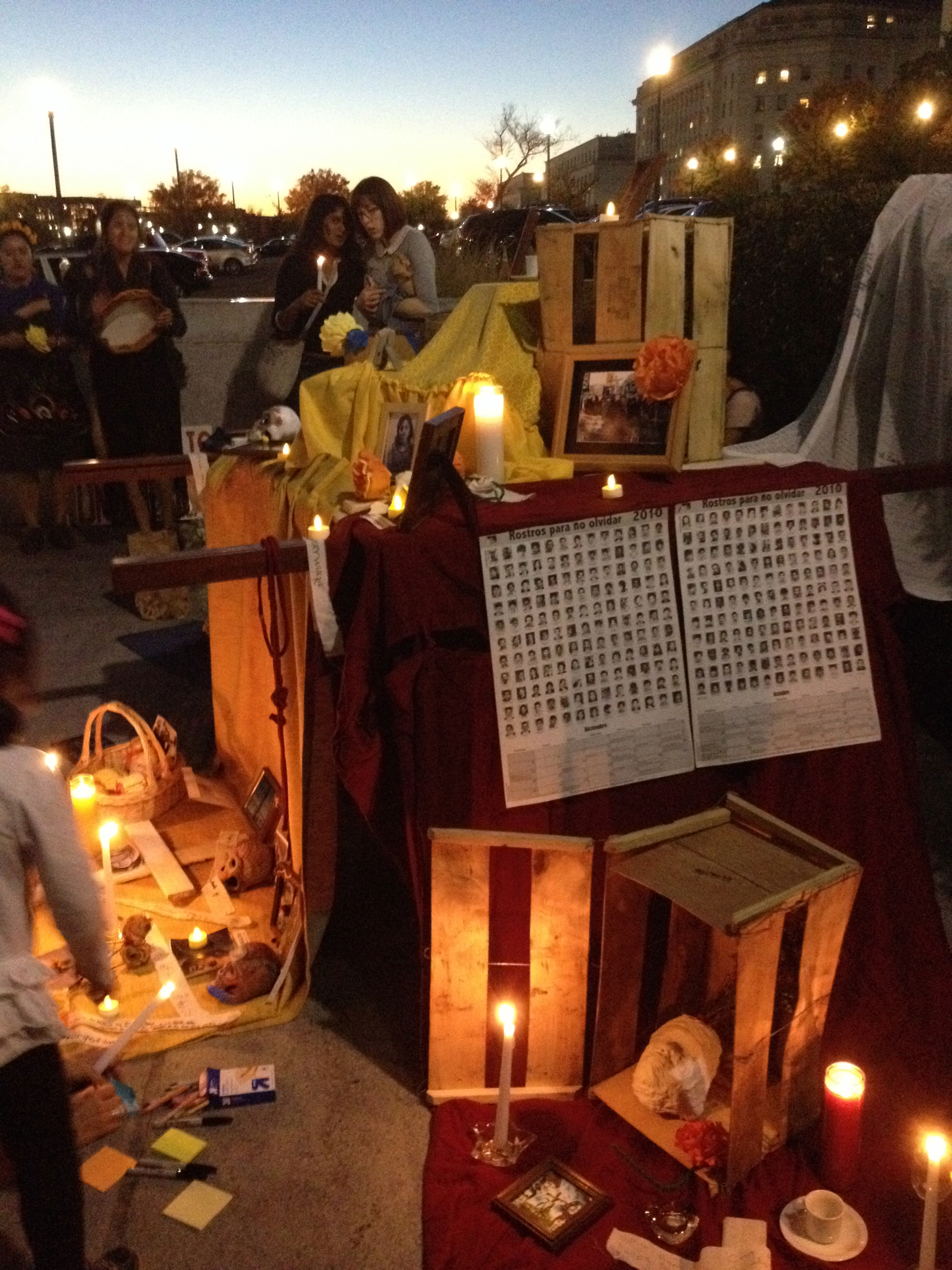
Day of the Dead, Washington, DC, 2013
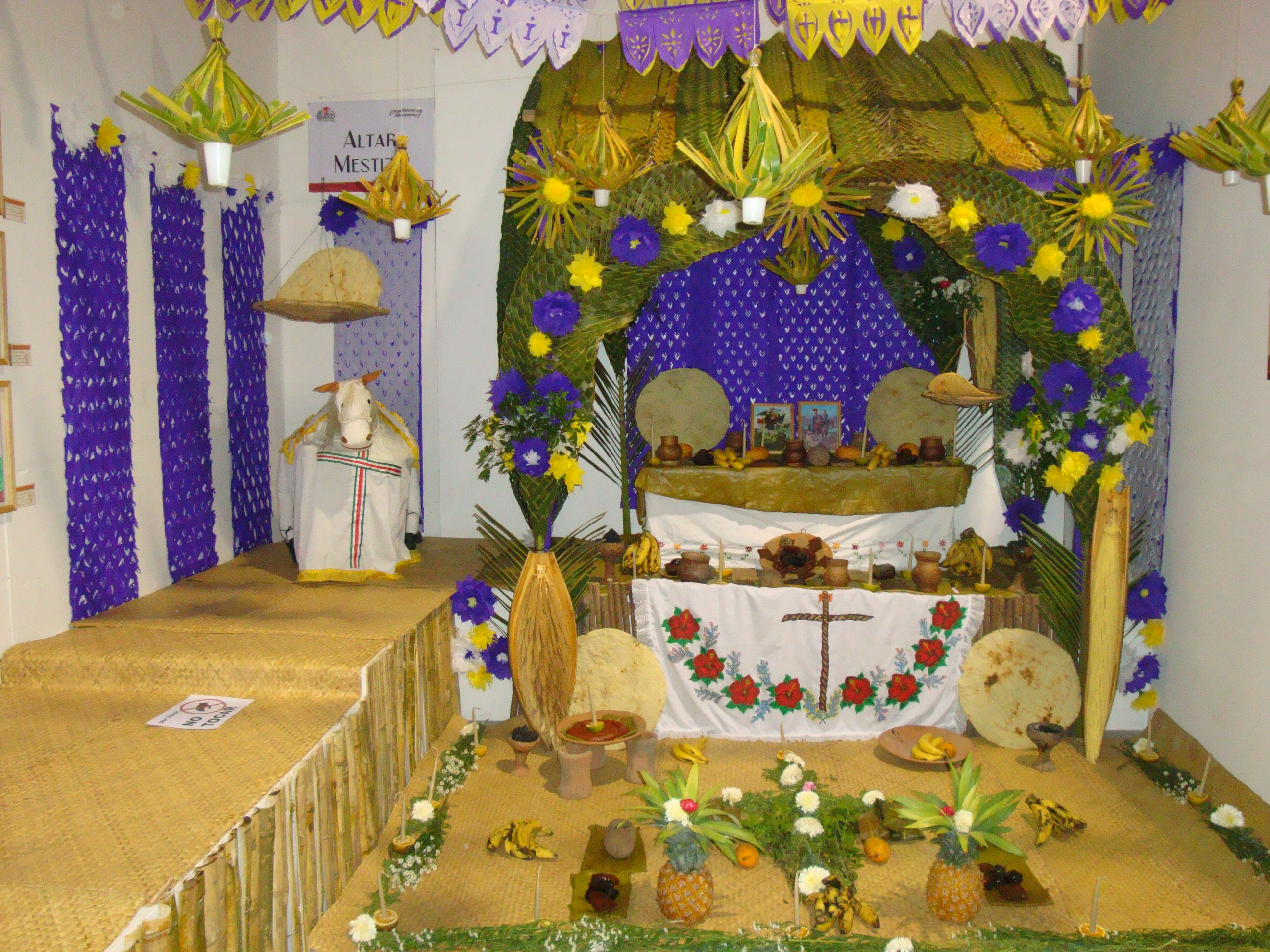
Altar indígena Chontal a Tabasco
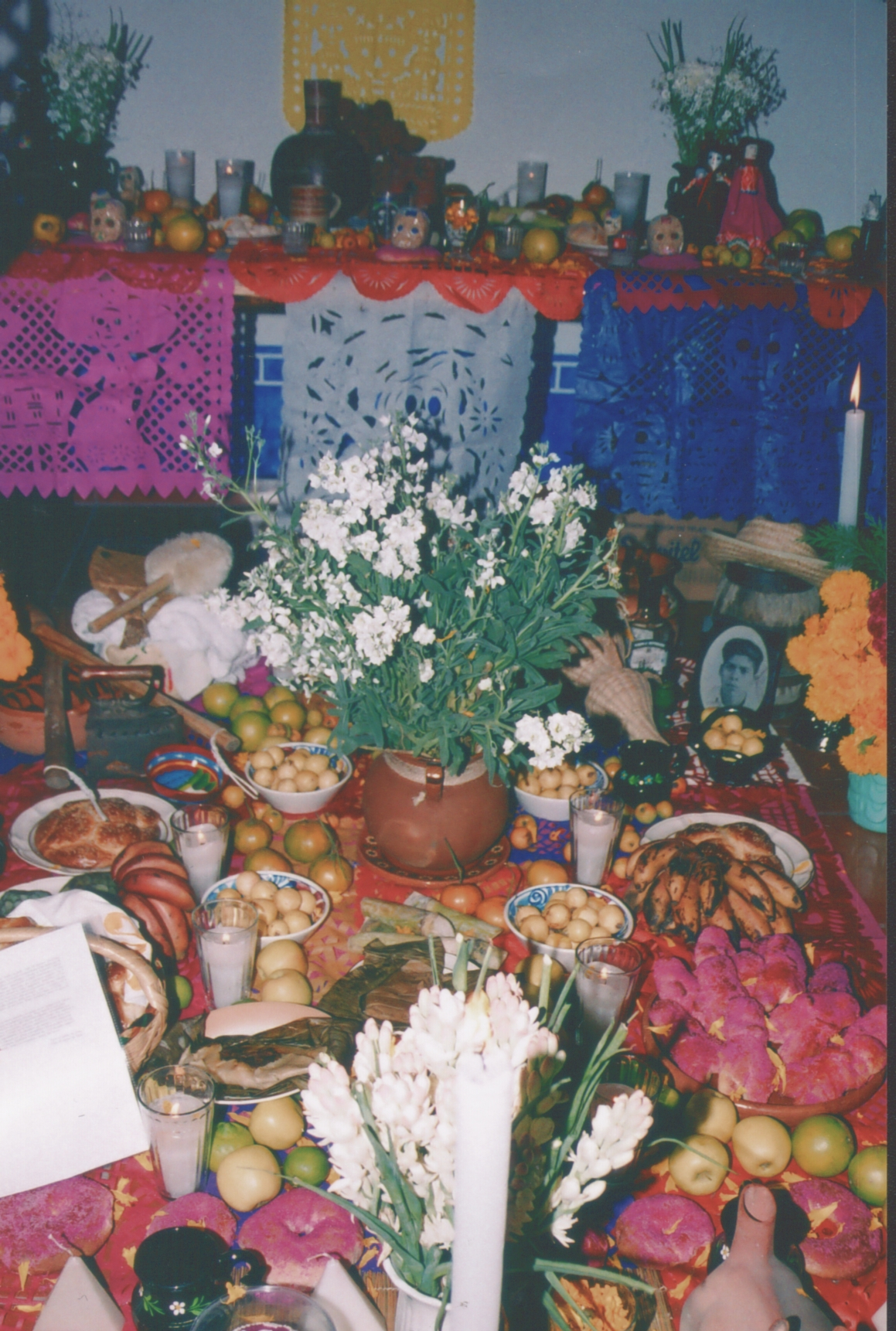
Ofrenda mixteca